# Mijas
Mijas és un municipi d'Andalusia, a la província de Màlaga. Limita amb Fuengirola, Benalmádena, Alhaurín de la Torre, Alhaurín el Grande, Marbella, Ojén i Coín.

## Història
Mijas va ser un poblat pertanyent a la Turdetània, fundat al costat de la fortificació de la qual encara queden restes en l'actual planicie de la Muralla, i que es reduïxen a alguna porta maltrecha o al tros de muralla que ens parla de la solidesa amb què va ser construïda. Fenicis i grecs van passar per aquí davant les notícies que tenien de la riquesa i varietat de les mines existents en aquesta zona, els metalls de la qual a partir de llavors van ser enviats a les ciutats d'Orient. En el segle ii és citada en la Geografia de Ptolemeu, geògraf i astròleg de l'Escola d'Alexandria, que hagué de viatjar per aquestes costes, donada l'exactitud amb què descriu els emplaçaments d'alguns llocs. Els romans la van cridar Tamisa i van mantenir amb ella un important comerç, afavorit per la construcció de la Via Àpia que unia Màlaga i Cadis.
Va ser conquistada pels musulmans després de la presa de Màlaga, per l'any 714, que van permetre que els seus habitants mantinguessin els seus béns, la seva religió i els seus costums, en canvi de la tercera part del que produïen les seves propietats agrícoles i ramaderes. Durant el regnat d'Úmar ibn Hafsun, els mossàrabs mijenys van mantenir-ne bones relacions, fins i tot molts d'ells van engrossir les files de l'exèrcit de Bobastro. Posteriorment, i per la necessitat que tenia Ben Hafsun de possessionar-se de les fortaleses pròximes al mar, va aconseguir prendre els castells de Tolox, Comares i Mijas. Va pertànyer al regne independent d'Omar fins que Abderraman III la va tornar a reconquistar quan ja havia mort Ben Hafsun i la ciutat depenia dels fills d'aquest.
Mentre va durar el setge de Màlaga pels Reis Catòlics, va resistir els atacs dels exèrcits conquistadors. Però quan els seus defensors es van assabentar de la rendició, i pensant que les condicions de la capitulació serien avantatjoses, van deposar també ells les armes. Quan van arribar A Màlaga van veure que aquesta s'havia lliurat sense condicions, sotmetent-se a la voluntat i mercè dels reis. Se'ls va introduir primerament en el corral de l'Alcassaba i després, la majoria d'ells van ser donats i venuts pels reis com esclaus a la noblesa i altres cavallers que van participar en la guerra. Dos anys després de la conquesta de Granada, es va procedir al repartiment entre cristians vells de les cases, heretats i altres terres que formaven part de la jurisdicció de la vila. Durant la Revolta de les Comunitats de Castella, Mijas va romandre fidel a l'Emperador. Per a aquesta actitud, la reina Joana va signar el 2 de gener de 1521 una real cèdula declarant-la exempta de alcabalas i atorgant-li el títol de Vila.
Un esdeveniment històric important va ocórrer el 2 de desembre de 1831 en la platja coneguda pel Charcón. Allí va desembarcar el general José María de Torrijos al costat de 52 homes. Van travessar Mijas, van coronar la serra i van anar a refugiar-se a un caseriu de l'Alquería de Alhaurín de la Torre, propietat del comte de Mollina, a menys de quatre llegües de Màlaga, on tancats per les tropes del governador militar Vicente González Moreno, van ser capturats poques hores després. Torrijos i els seus companys van ser afusellats en les platges de San Andrés l'11 de desembre de 1831.